# 栗林公園

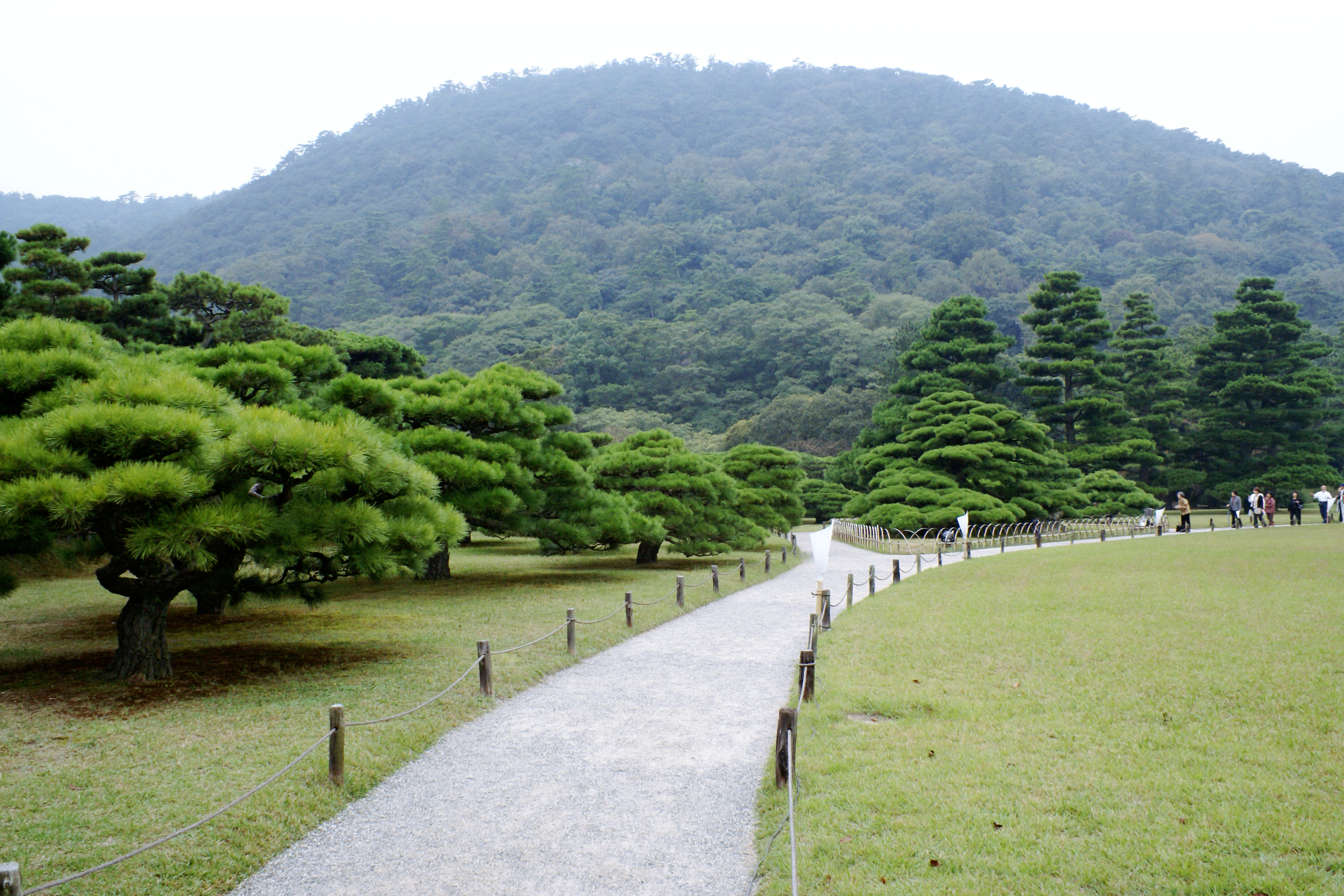
栗林公园西侧的紫云山

栗林公園是位在香川縣高松市的都市公园、日本庭園。被指定為國之特別名勝，也是高松历史文化道的一部分。
在2009年3月16日发售的米其林观光指南中，作为“值得专程探访的景点”获得最高等级的3星评价。2012年，美国的专业庭园杂志《日本庭园期刊》的“2011年日本庭园排名”中，栗林公园列于足立美术馆（岛根县）、桂离宫（京都府）之后的第三位。

## 历史
公园起源于元龟、天正年间（16世纪末）居住于今高松市伏石町的豪族佐藤氏（佐藤志摩介道益）在高松西南地区修筑的别邸。
1625年左右，讚岐國国主生驹高俊在南湖一带修筑庭园。宽永17年（1640年），生驹家因发生内乱（生驹骚动），而遭受改易的处罚，失去赞岐国的领地。宽永19年（1642年），新任高松藩主，以12万石知行入主的原水户德川家的松平赖重继续了庭园的建设。此后的建设历经高松松平家5代藩主时期，时间跨度超过100年，终于在延享2年（1745年）第5代藩主松平赖恭任内完工，命名为“栗林庄”，作为高松藩的别邸。
明治4年（1871年），随着废藩置县而归属于明治政府管辖，8年后复归于县内管辖，作为县立公园向公众开放。昭和28年（1953年），被指定为国家特别名胜。

## 概况
栗林公园是借景于紫雲山，拥有6个水池和和13座筑山的大名庭园，由南庭的回游式庭园和北庭的近代准西洋式庭园组成。面积约为75公顷，在所有指定为特別名胜的庭园中是最大的。
尽管公园名为“栗林”，在建园早期，院内以松树为主。早期在北门附近曾经存在栗树的树林，但由于过度采伐而消失（也有一说是为了便于狩猎野鸭而被清除）。园内除了松树，也植有樱树，故而在春季可以赏樱。园内还有梅树170棵，采摘的梅子还用来酿梅酒。
公园的英文名称原为“Ritsurin Park”，但随着外国游客的增加，“名称和实际情况不符”的意见反馈也不断增多，所以从2009年3月起，英文名称改为“Ritsurin Garden”。
园内还设有茶亭、展示香川县工艺品的民艺品的赞岐民艺馆、展示和销售特产品的商工奖励馆。
由于栗林公园是香川县内大部分中小学校远足的目的地，故而设计了吉祥物角色，制作了面向儿童的宣传册子。吉祥物角色的征集发起于2011年，最终中选的形象是头戴松树树冠形状小女孩，同年12月征集角色名称，最终定为“林酱”。

### 栗林公园与日本三名园
水户的偕乐园、金泽的兼六园、冈山的后乐园这三座大名庭园并称为日本三名园著称于世。但在明治43年（1910年）文部省发行的高等小学读本第一卷中有如下课文：“我国以风致之美闻名于世间的是水户之偕乐园、金泽之兼六园、冈山之后乐园，此三者称为日本之三公园。然则高松之栗林公园木石之雅趣却较此三公园为优。”可见栗林公园风景为国内一流。

### 风物诗
公园的北庭和南庭皆植有樱树，总数约300株，品种以染井吉野为主，也有江户彼岸和山樱，在春季这里是赏花的名胜。秋季园内的树木和作为借景的紫云山上都有烂漫的红叶。因而栗林公园在这两个季节都有美景可观。公园允许夜间入园，在这些时节夜间会有灯光衬托。夜间的灯光始于2001年的红叶季节，由于夜间的美景大受欢迎，游客人数逐渐增加，2014年红叶灯光的10天期间，夜间入园者达20994人。
另外，气象厅在做樱花开花预测时，以种植在栗林公园的染井吉野樱为香川县樱花的标本木，故而香川县的樱前线以这里的樱花绽放和盛开的时间为准。

### 观赏景点
公园内有6个池塘，其中的南湖在江户时代就有游船观景活动，故而自2012年7月5日起观光用日式船“千秋丸”在南湖投入使用。乘船另行收费：成人600日元，学龄儿童300日元。

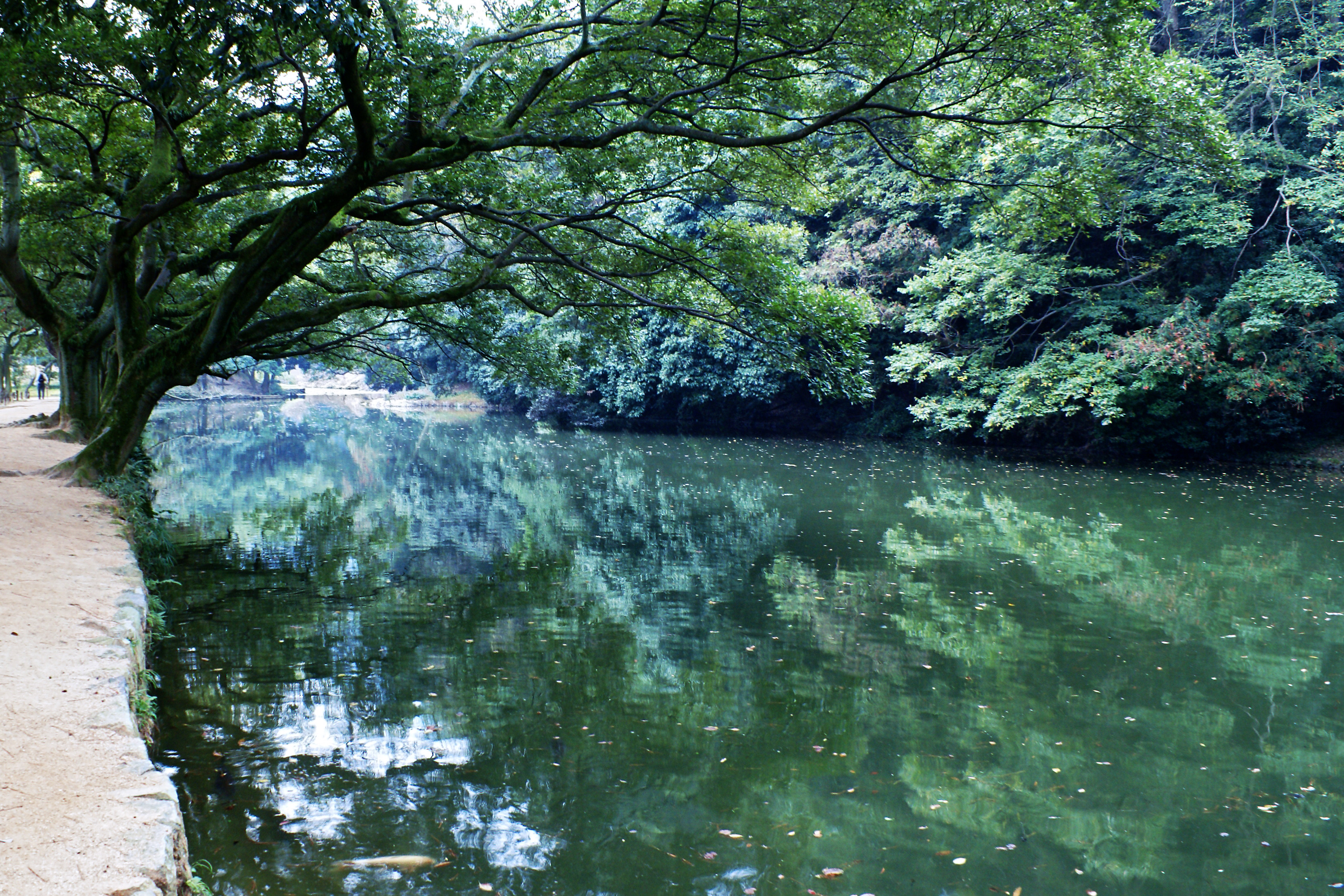
西湖
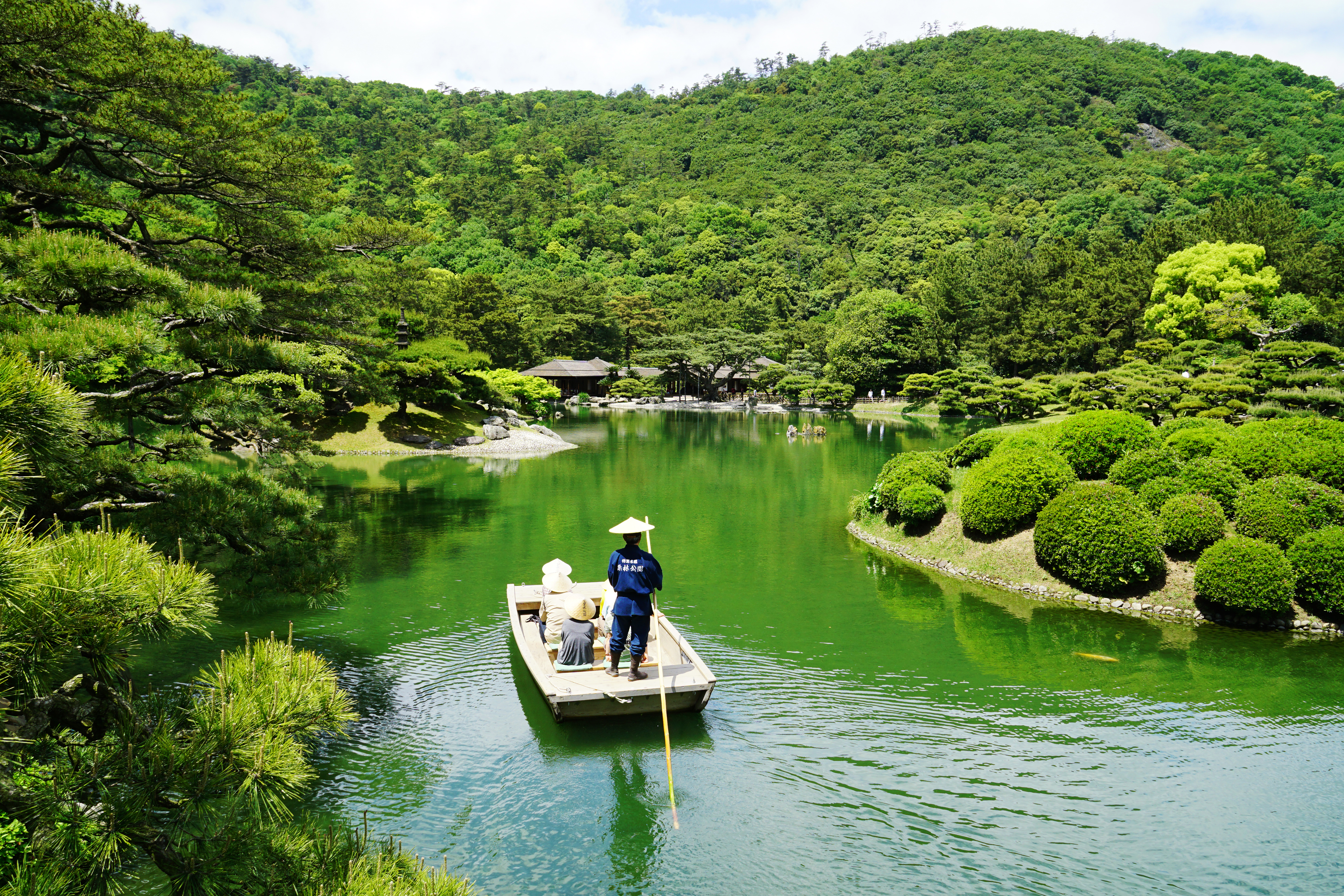
南湖
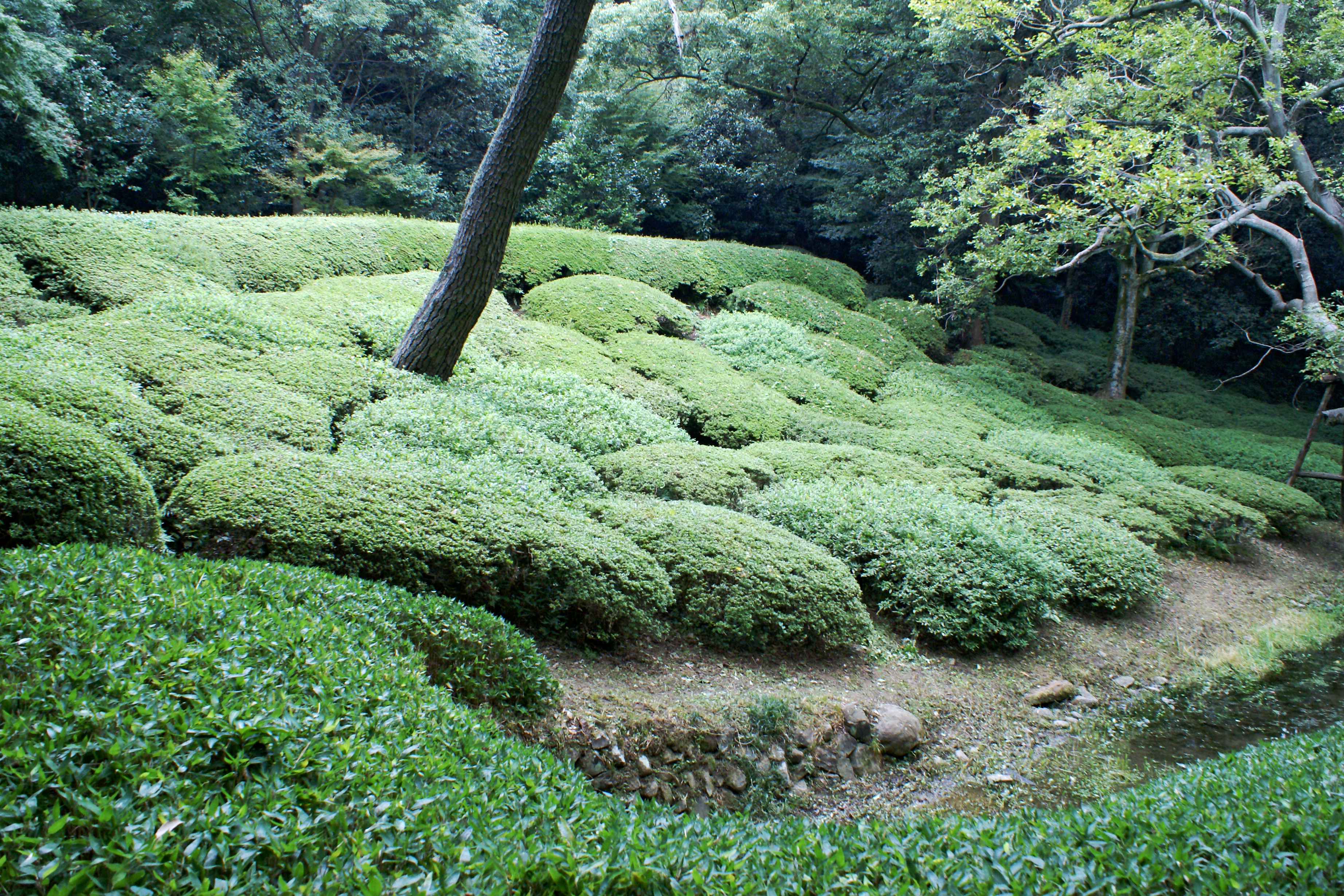
芙蓉沼北岸
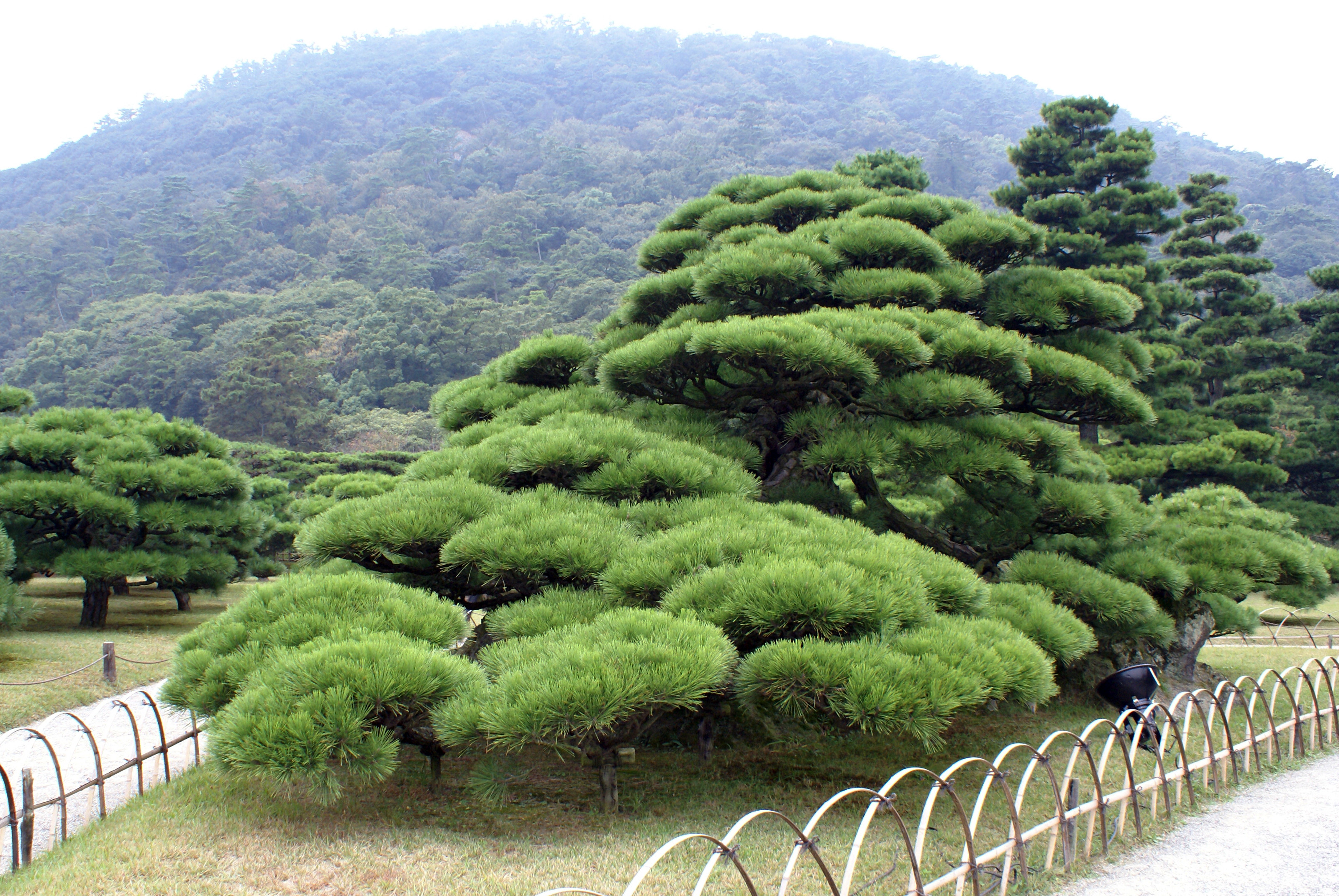
鹤龟松
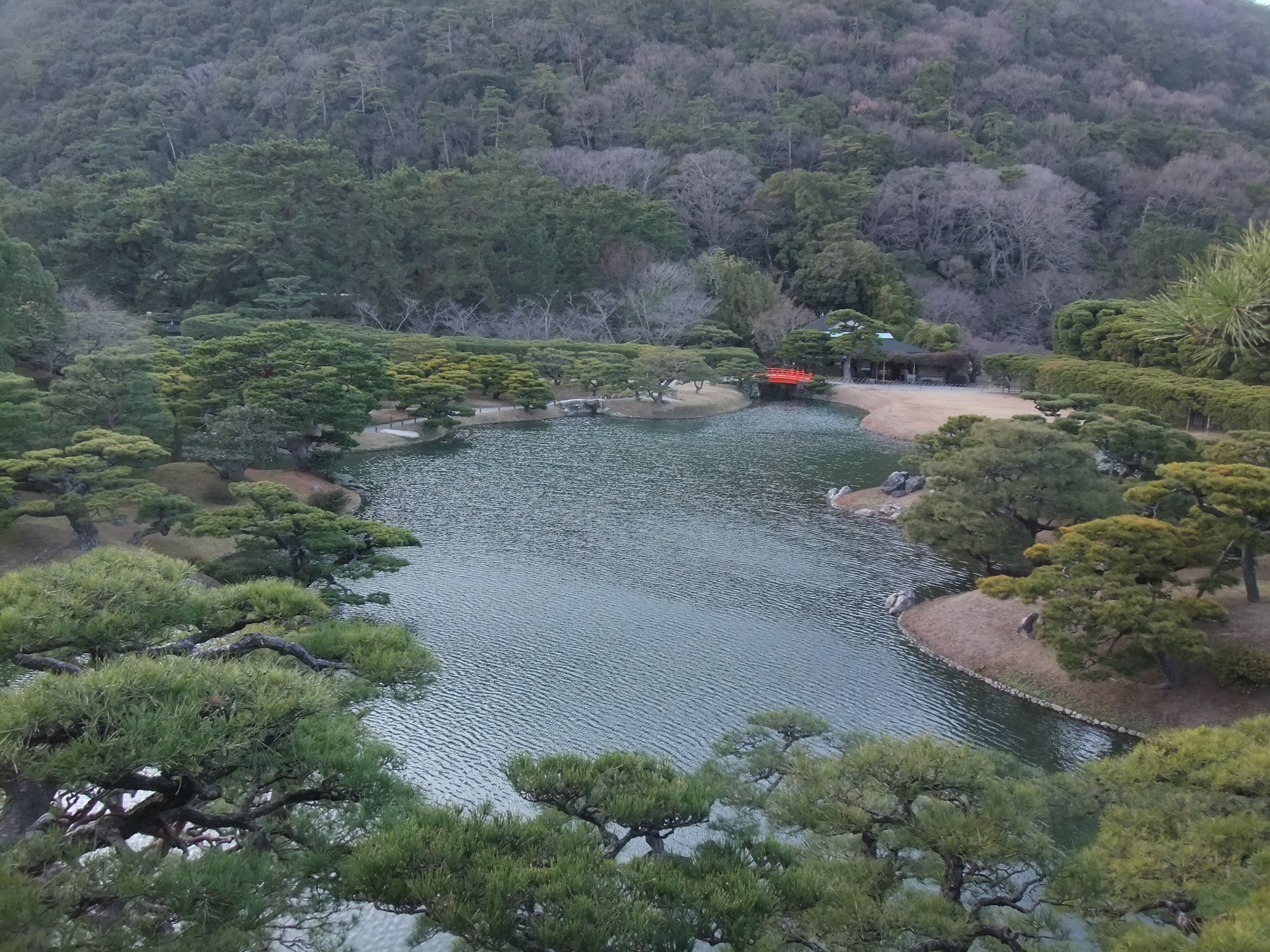
芙蓉峰
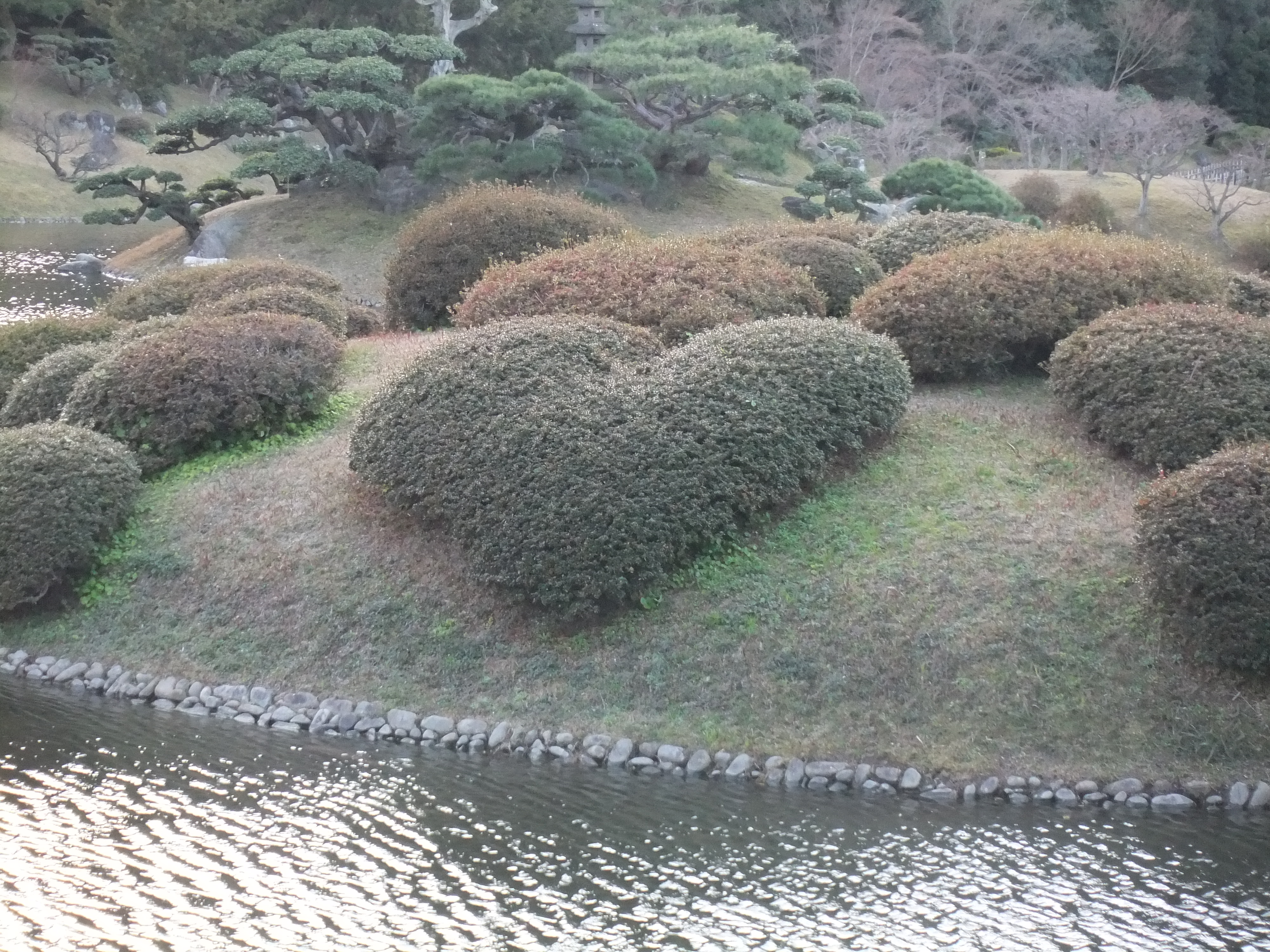
心形杜鹃花

## 沿革
- 1875年（明治8年）3月16日 - 作为县立公园开园，向公众开放。
- 1922年（大正11年）3月6日 - 被指定为名胜。
- 1929年（昭和4年）6月5日 - 栗林公园动物园开园。
  - 1930年（昭和5年）6月7日 - 栗林公园动物园内水池竣工。
- 1947年（昭和22年）9月11日 - 在商工奖励馆召开了四国产业复兴展。
- 1949年（昭和24年）3月20日 - 香川县、高松市联合召开观光高松大博览会。
- 1949年（昭和24年）11月3日 - 高松市立美术馆在园内开馆。
- 1953年（昭和28年）3月31日 - 被指定为特别名胜。
- 1956年（昭和31年）8月1日 - 开始收取入园费：成人10日元，儿童5日元。
- 1957年（昭和32年）11月15日 - 民艺馆在院内开馆。
- 1958年（昭和33年）9月23日 - 公园东侧设立政治家三木武吉像。
- 2002年（平成14年）9月30日 - 栗林公园动物园休园。
  - 2004年（平成16年）3月31日 - 栗林公园动物园关闭。
  - 2006年（平成18年）10月1日 - 县营栗林公园东门停车场开业。

## 栗林公园动物园（已关闭）
曾经在栗林公园东侧（中央通旁边）开设有栗林公园动物园。
前身为1907年开园的县营小动物园。其后在大萧条的时代因为经营困难而让渡给香川松太郎经营，在1930年1月1日作为私营的栗林公园动物园再次开园。1951年变更为财团法人。1952年登录为博物馆。
动物园以游客自己可以走进去的“展览人类的笼子”和所饲养的树懒而闻名。1974年自巴拿马引进了霍氏树懒“Shiro”，是日本国内饲养的先驱。1982年入园的二趾树懒“Nashi”自1985年第一次产仔开始，共生育11只仔兽，成为世界记录的保持者。Shiro在动物园关闭后被饲养在高松市内的民居中，还在不断刷新日本国内树懒长寿纪录（更新至2011年）。
开园时间为日出到日落的时间。长久以来作为市民休憩的场所深受喜爱。1970年左右入场人数为50万人左右。然而时过境迁，游客人数逐渐减少，经营和饲养条件也每况愈下。故而在2002年9月末休园，此后动物的饲养在事实上仍然继续了一段时间，最终还是因为土地归还给香川县政府，于2004年3月真正关闭，为74年的动物园历史落下了帷幕。经过重新整备，2006年10月1日在同一地址栗林公园东门停车场开业。

## 门票
65岁以上的高龄者（仅限香川县居民）和残障者，以及教师、职员带领的香川县内的中小学生团体（20人以上）免费。元旦和开园纪念日（3月16日）为免费开放日。
- 普通门票
  - 成人：400日元→410日元（2014年4月消费税率提升之后价格提高）
  - 儿童：170日元
- 团体（20人以上）
  - 成人：320日元
  - 儿童：140日元

## 交通

### 公共交通
由于是位于市区的观光名胜，各种公共交通手段都很方便。不过从琴电栗林公园站和巴士栗林公园前站的南向车站到公园东门需要等待横穿中央通的信号，等待的时间可能比走路的时间还要长。另外，在人行横道附近虽然有行人隧道，由于建设时间很早，没有缓坡或电梯，不适宜行动不便者使用，通道内照明较差行走起来也不是很便利。
- 自JR四国高德线“栗林公园北口车站”徒步3分钟（公园北口）
- 自高松琴平电气铁道琴平線“栗林公園車站”徒步6分钟（公园东口）
- 自琴电巴士（日语：ことでんバス）、城际巴士（一部分夜行线除外）“栗林公园前巴士站”北行车站徒步1分钟，南行车站徒步2分钟（公园东口）

### 停车场
公营停车场有位于动物园旧址的“栗林公园东门停车场”、使用JR高德线高架桥下方空间的“栗林公园北门前停车场”和采购自民间的“栗林公园东门前停车场”。此外附近还有一些民间的停车场可用。
- 县营栗林公园东门停车场（普通车30台，巴士13台）
- 县营栗林公园东门前停车场
- 县营栗林公园北门前停车场（普通车32台）

过去，附近可以停驻大型巴士的只有一家民营停车场。而这家停车场决定在2001年关闭，土地用于修建办公楼。如此一来将造成国家特别名声级别的观光地附近竟然无处停留观光巴士的尴尬局面，政府的观光行政受到了批评。此后该停车场的改建计划被取消，由县政府收购，改为县营栗林公园东门前停车场，防止了观光巴士无处停车的危机。此后因为动物园关闭而空出了土地，县政府收购修建为栗林公园东门停车场，彻底解决了问题。

## 有栗林公园登场的作品
- 浪漫满屋 TAKE 2
- 春之雪（以园内为取景地）[20]
- 蜂蜜幸运草
- 百年的时钟（日语：百年の時計）

## 關連項目
- 福羽逸人（日语：福羽逸人） - 北庭的设计者
- 日本的历史公园100选（日语：日本の歴史公園100選）
- 日本的都市公园100选（日语：日本の都市公園100選）
- 新赞岐百景（日语：新さぬき百景）
- 香川新50景（日语：香川新50景） - 位列别格10景第1名
- 香川的绿色百选（日语：香川のみどり百選）
- 常磐桥 (高松市)（日语：常磐橋 (高松市)） - 正门东门前的石桥
- 西岛八兵卫（日语：西嶋八兵衛）